# Émile Régnier
Pour les articles homonymes, voir Régnier.
Émile Régnier, né le 29 juillet 1894 à Plémy et mort le 4 septembre 1940 à Bergerac, est un aviateur français. As de l’aviation en 1914-1918, il est devenu industriel constructeur de moteurs dans l'entre-deux-guerres.

## Biographie

### Origine
Émile Julien Mathurin Régnier est né le 29 juillet 1894 à Plémy dans les Côtes-d'Armor du mariage de Julien Pierre Marie Régnier, laboureur, et de Jeanne Marie Bouteille,.

### Infanterie
Émile Régnier est mobilisé le 1er septembre 1914 au 115e régiment d'infanterie dès le 5 septembre suivant. Blessé dans la Marne à Perthes-lès-Hurlus, le 17 novembre 1914, il rejoint le front comme mitrailleur, gagne une citation en sauvant trois de ses camarades blessés et tombe à son tour devant Verdun, en 1916, touché par trois éclats d'obus.

### Aviation
Déclaré inapte à l'infanterie, il obtient son transfert dans l'aviation, mais non sans mal : la première demande qu'il formule lui revient avec cette mention « N’a aucune aptitude pour faire un pilote ». Il s'obstine, part enfin pour Dijon le 1er juillet 1917 puis le 1er août pour Étampes où il décroche son brevet de pilote le 12 septembre 1917.
Après un entraînement sur avion Nieuport à Avord, il intègre l’escadrille N 89 à Manoncourt-en-Vermois (Meurthe-et-Moselle) comme caporal pilote. Il passe sergent le 12 avril 1918 tandis que son escadrille désormais basée à Cramaille dans l'Aisne reçoit des avions Spad. Il va engranger six victoires entre le 17 juin et le 26 septembre 1918. Cette fois, comme le précise une nouvelle citation, il est un « pilote de chasse le tout premier ordre ». Il est promu adjudant le 1er août 1918 puis adjudant-chef le 1er janvier 1919.

### Construction de moteurs
Après la guerre, il s’installe à Sèvres et fait le commerce du matériel aéronautique : il se lance dans l'adaptation civile de ces appareils militaires dont regorgent les surplus. À cette fin, il crée à Versailles en 1927, une entreprise de mécanique de précision. Il se spécialise surtout dans les moteurs, en particulier lorsqu'il acquiert en 1930 la licence des moteurs Gipsy de Havilland qui lui permet deux ans plus tard de produire le premier Gipsy Régnier 2. L'année suivante, il amorce la construction de ses propres moteurs, dont il va doter en particulier l'aviation de tourisme en plein essor, notamment les avions de la Société française de construction aéronautique (Lignel, Taupin) mais aussi Mauboussin, Guerchais-Roche ou Starck.
Il aborde également la compétition en 1934, le Caudron 366 Atalante équipé d'un moteur Régnier 6 Bo de 225 cv et six cylindres bat le record du monde sur 1 000 km à la vitesse de 358 km/h et se classe deuxième de la Coupe Deutsch avec 361 km/h. Toujours en 1934, la Société française de construction aéronautique absorbe les moteurs Régnier dont l'usine devra se replier à Bergerac en Dordogne au moment de l'offensive allemande de 1940. C'est dans cette ville, à la clinique Pozzi, que meurt Émile Régnier le 4 septembre 1940. Il repose au cimetière Montreuil à Versailles.

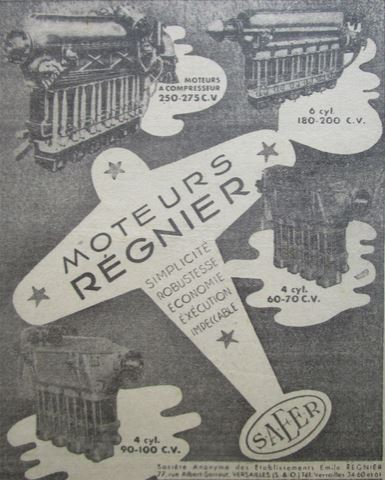
Publicité pour les moteurs Régnier
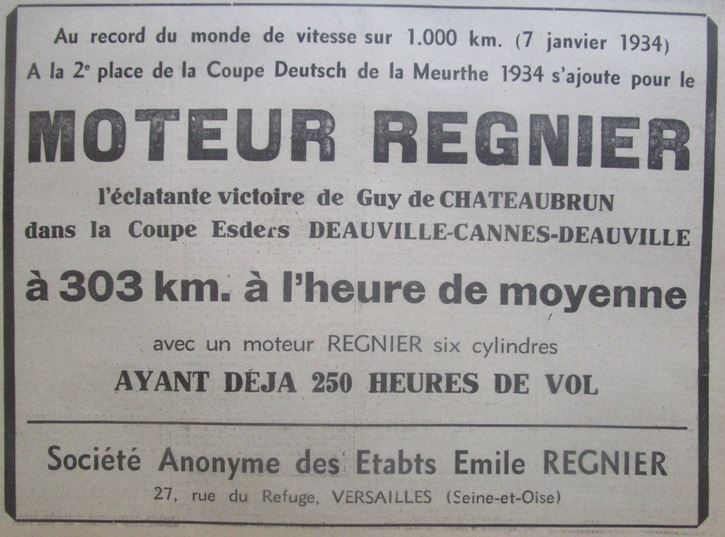
Publicité pour les moteurs Régnier
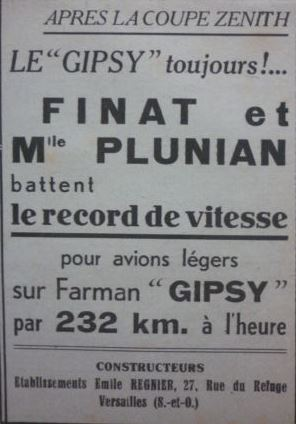
Publicité pour les moteurs Régnier

## Distinctions
- Émile Régnier comptabilise six victoires homologuées[5], ce qui le classe parmi les « as de l'aviation ».
- Le 11 juillet 1920, il est nommé chevalier de l'ordre de la Légion d'honneur puis promu officier.
- Il est titulaire de la médaille militaire et de la croix de guerre 1914-1918.
- Il est nommé sous-lieutenant de réserve dans l’armée de l’air le 17 décembre 1934[6].

Légion d'honneur.
Médaille militaire.
Croix de guerre 1914-1918.

| Victoire | Date              | Escadrille | Avions abattus | Lieu                     |
| -------- | ----------------- | ---------- | -------------- | ------------------------ |
| 1        | 17 juin 1918      | SPa 89     | Biplace        | Ricquebourg (Oise)       |
| 2        | 24 juin 1918      | SPa 89     | Biplace        | Tricot (Oise)            |
| 3        | 28 juin 1918      | SPa 89     | Biplace        | Doumiers                 |
| 4        | 18 septembre 1918 | SPa 89     | Biplace        | Belrupt (Vosges)         |
| 5        | 26 septembre 1918 | SPa 89     | Biplace        | Ville-sur-Tourbe (Marne) |
| 6        | 27 septembre 1918 | SPa 89     | Avion          | Sommepy-Tahure (Marne)   |

## Pour approfondir